# 아사마 (장갑순양함)
아사마(浅間)는 일본 제국 해군에 소속된 장갑순양함으로 아사마급 장갑순양함의 명명선이다. 함 이름은 군마현과 나가노현의 경계에 있는 ‘아사마 산’(浅間山)의 이름을 따서 지었다. 이 이름을 가진 일본 해군의 함선으로는 두 번째 함선이다. 1904년과 1905년에 걸쳐 러일 전쟁에서 제물포 해전과 황해 해전에도 피해없이 참가를 했으며, 쓰시마 해전에서는 상당한 손상을 당했다. 제1차 세계 대전 초기 1905년에는, 멕시코 해안 근역에서 독일의 반장순양함을 탐색하지 못해 심하게 손상되어 좌초되었다. 수리를 완료하는데 2년이 걸렸고, 나머지 기간에는 연습함으로도 밖에 사용되지 못했다. 그것도 전체 12번의 연습 순항을 마치고 1935년 대파되었다. 그 이후 아사마는 1946년에서 1947년 해체될 때까지 정박해 있었다.

## 개요
영국의 ‘암스트롱 휘트워스’가 매각용으로 예상하고 생산하고 있던 배를 구입한 것이다. 기공은 1896년 10월 20일이며, 진수는 1898년 3월 22일이다. 1899년 3월 18일에 준공되어, 다음날 19일에 출항하여 5월 17일에 요코스카에 도착했다. 1900년 4월 30일, 고베에서 메이지 천황도 시승식에 참여를 했다.
1900년에는 의화단 운동으로 출격했다. 또한 1902년에는 영국에 파견되어 에드워드 7세의 즉위 기념 관함식에 참석했다.
제2함대 제2전대 소속으로 러일 전쟁에 참여했지만, 다른 전대에 임시 편입되는 경우가 많았다. 제물포 해전에서 제4전대에 편입되어 주력으로 활약했다. 제3전대에 편입되어 있던 황해 해전에서는 연료 보급으로 지체되어 전장에 도착이 늦어져서 거의 참여하지 못했다. 쓰시마 해전에서는 제2전대로 참가했지만, 전투 초기에 포탄을 맞아 방향타가 고장 나서 낙오되어 집중 포화를 맞았지만 치명적인 손상은 면했다.
제1차 세계 대전에서는 태평양의 독일령 공략에 참가했다. 그 후 미국 서해안에서 작전 중에 1915년 1월 31일에 멕시코 해안에서 좌초되어 항행 불능이 되었다. 5월 현지에 갔던 수리함 ‘칸토우’(関東)에 의해 구조되었다.
1921년 9월 1일에 일등해방함으로 종별이 변경되었다.
1931년 6월 1일에 해방함으로 분류되었다. 1935년 가을, 히로시마 만, 쿠라와시지마(倉橋島) 남단에서 좌초되었다. 당시 ‘아사’에 승선하고 있던 요시다 도시오 중위에 따르면 당직 장교의 과실었다고 한다. 함의 중앙부에 암초에 부딪혀 선체가 부러지려 하자 포탑을 크레인선으로 철거하고 구조 작업이 이루어졌다. 이 용골 손상과 노후화 등으로 1942년 7월 1일, 주포, 부포를 철거하고 주 포탑을 철거한 자리에 교사를 갖춘 연습특무함이 되었다.
아사마는 제2차 세계 대전에서 살아남아 1945년 11월 30일에 소속 해제가 되었다. 미국 점령 하의 1947년, 히타치 조선소 인노시마 공장에서 해체 처분되었다.

## 함장
《일본해군사》(日本海軍史), 제9권, 제10권의 〈장관내력〉과 관보를 토대로 한 자료이다.
- 島崎好忠 대좌：1898년 6월 24일 - 1899년 6월 17일
- 向山慎吉 대좌：1899년 6월 17일 - 1900년 5월 20일
- 細谷資氏 대좌：1900년 5월 20일 - 1901년 3월 13일
- 中尾雄 대좌：1901년 3월 13일 - 1903년 1월 12일
- 寺垣猪三 대좌：1903년 1월 12일 - 7월 7일
- 八代六郎 대좌：1903년 7월 7일 - 1905년 12월 12일
- 小泉鑅太郎 대좌：1905년 12월 12일 - 1906년 11월 22일
- 宮地貞辰 대좌：1906년 11월 22일 - 1907년 9월 28일
- 野間口兼雄 대좌：1907년 9월 28일 - 12월 10일
- 伊藤乙次郎 대좌：1907년 12월 10일 - 1908년 5월 15일
- 山澄太郎三 대좌：1908년 5월 15일 - 12월 10일
- 田中盛秀 대좌：1908년 12월 10일 - 1909년 5월 22일
- 山本竹三郎 대좌：1909년 5월 22일 - 1910년 4월 9일
- 田中盛秀 대좌：1910년 4월 9일 - 1911년 5월 23일
- 松岡修蔵 대좌：1911년 5월 23일 - 10월 25일
- 磯部謙 대좌：1911년 10월 25일 - 12월 1일
- 平賀徳太郎 대좌：1913년 5월 24일 - 1914년 8월 23일
- 吉岡範策 대좌：1914년 8월 23일 - 1916년 1월 10일
- 白石直介 대좌：1916년 7월 15일 - 12월 1일
- 内田虎三郎 대좌：1916년 12월 1일 - 1918년 7월 17일
- 古川弘 대좌：1918년 7월 17일 - 1919년 3월 27일
- 青木董平 대좌：1919년 3월 27일 - 7월 14일
- 今泉哲太郎 대좌：1919년 7월 14일 - 11월 20일
- 小山田繁蔵 대좌：1919년 12월 1일 - 1921년 11월 20일
- 白石信成 대좌：1921년 11월 20일 - 1923년 3월 1일
- 米村末喜대좌：1923년 3월 1일 - 1924년 4월 15일
- 七田今朝一 대좌：1924년 4월 15일 - 1925년 4월 20일
- 今川真金 대좌：1925년 4월 20일 - 1925년 11월 20일
- 山口延一 대좌：1925년 11월 20일 - 1926년 6월 15일
- 加島次太郎 대좌：1926년 6월 15일 - 1926년 12월 1일
- 藤吉唆 대좌：1926년 12월 1일 - 1927년 12월 28일
- 古川良一 대좌：1927년 12월 28일 -
- 下村敬三郎 대좌：不詳 - 1928년 12월 10일
- 일比野正治 대좌：1928년 12월 10일 - 1929년 12월 24일
- 中島直熊 대좌：1929년 12월 24일 - 1930년 11월 15일
- 原田文一 대좌：1930년 11월 15일 - 1931년 2월 1일
- 糟谷宗一 대좌：1931년 2월 1일 - 1932년 12월 1일
- 太田泰治 대좌：1932년 12월 1일 - 1934년 8월 20일
- 大川内傳七 대좌：1934년 8월 20일 - 1935년 8월 1일
- 若木元次 대좌：1935년 8월 1일 - 1935년 11월 15일
- 小橋義亮 대좌：1935년 11월 15일 - 1936년 12월 1일
- 橋本愛次 대좌：1936년 12월 1일